# Aeroporto Internacional de Wattay
O Aeroporto Internacional de Wattay (IATA: VTE, ICAO: VLVT) é um aeroporto internacional localizado em Vientiane, capital do Laos, sendo o maior do país.